# Gamla vattentornet, Oxelösund

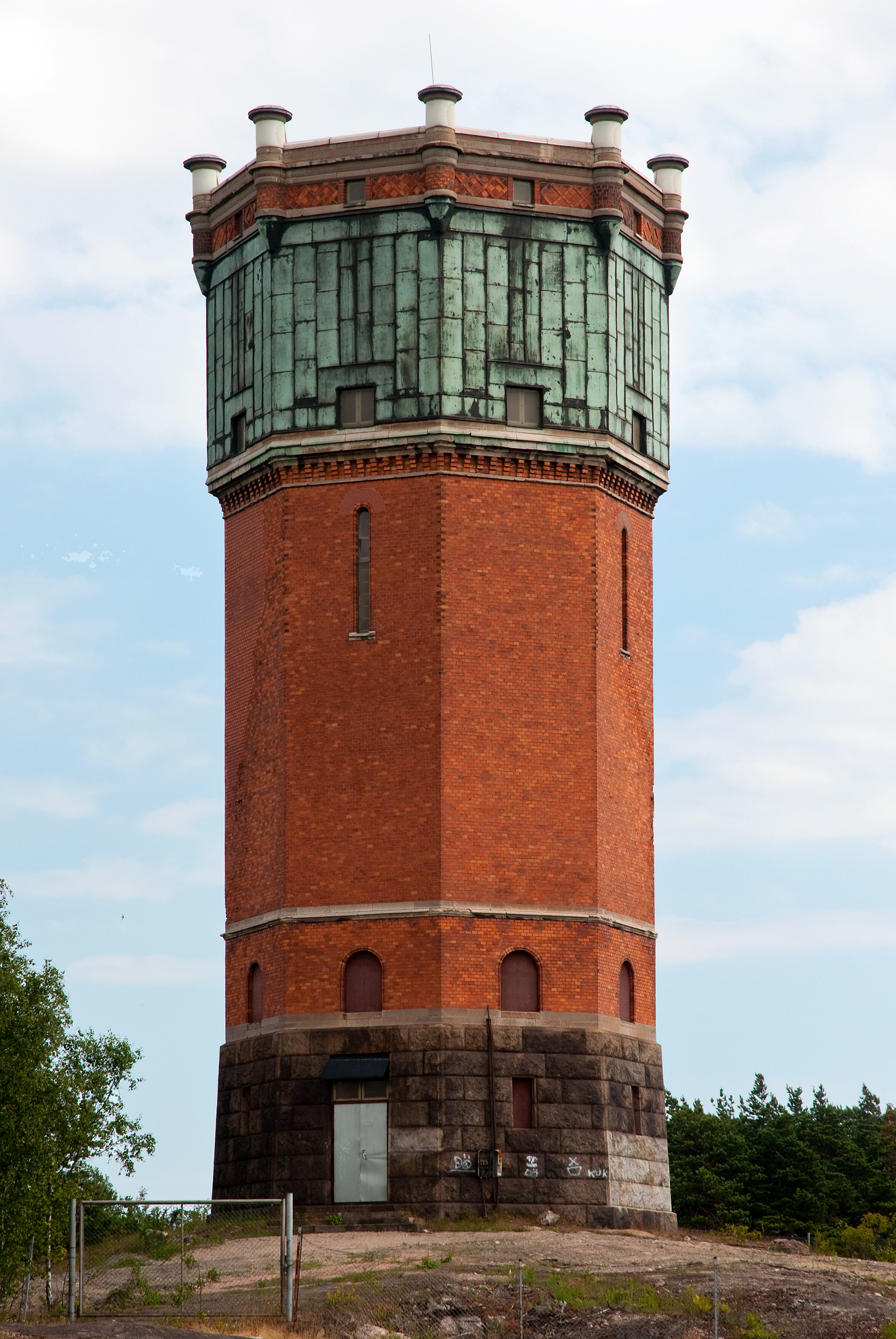
Gamla vattentornet i Oxelösund.

Oxelösunds gamla vattentorn uppfördes 1899 och är en av Oxelösunds äldsta byggnader. Det byggdes av O.F.W.J (Oxelösund-Flen-Västmanlands Järnväg), senare TGOJ,  för att försörja järnvägen med sötvatten. Vattnet hämtades via en 13 km lång ledning från Bränn-Ekeby. 1905 förlängdes ledningen till pumpstationen i Väderbrunn. Vattentornet renoverades 1980.